# Andreas Martini
Andreas Martini, auch: Martens, Martinus, (* um 1520 in Rostock; † 25. September 1561 ebenda) war ein deutscher evangelischer Theologe und Hochschullehrer. 

## Leben
Martini nahm 1534 ein Studium an der Universität Rostock auf und wechselte 1538 an die Universität Wittenberg. Nach Erlangung des Magistergrades der Philosophie dort im Jahre 1548 begleitete er bis 1550 David Chyträus auf einer Bildungsreise durch die Schweiz und Italien. Am 18. Juli 1551 wurde er in den Senat der philosophischen Fakultät der Wittenberger Hochschule aufgenommen und folgte 1552 einem Ruf als Professor für Philosophie an die Universität Rostock, wo man ihn zugleich als Prediger an der St. Jakobkirche aufnahm. 
Nachdem er im Wintersemester 1555 Dekan der philosophischen Fakultät gewesen war, spitzte sich Ostern 1556 ein heftiger Streit wegen der Absetzung des Predigers Peter Egger mit dem Rostocker Ratskollegium zu, in welchen er verwickelt war. Nachdem Egger und Tilemann Hesshus aus Rostock verwiesen waren, kam es erneut zu einer Auseinandersetzung mit dem Rat, bei welcher Martini am 11. Oktober 1557 aus seinem Amt enthoben wurde. Daraufhin ging Martini nach Dänemark zu Christian III. und wurde dort dritter Hofprediger in Kolding. 
1559 kehrte er nach Rostock zurück, fand eine Anstellung als Diakon an der St. Jakobkirche und wurde wieder städtischer Professor. In diesem Amt führte er 1559 das Rektorat der Hochschule. Als es zu einem Streit gegen Johann Draconites und 1560 gegen Johannes Kittelius (Johann Kittel; 1519–1590) kam, wurde er ein unerbittlicher Wortführer. 1561 wurde er Pfarrer an der Marienkirche und zum Professor der Theologie des Rates ernannt. Jedoch blieb er in dieser Stellung ohne Wirkung, da er noch im selben Jahr starb. 
Verheiratet war er mit der Tochter des Rostocker Ratsmitgliedes Nicolaus Runge.